# Josef Anton Schmid

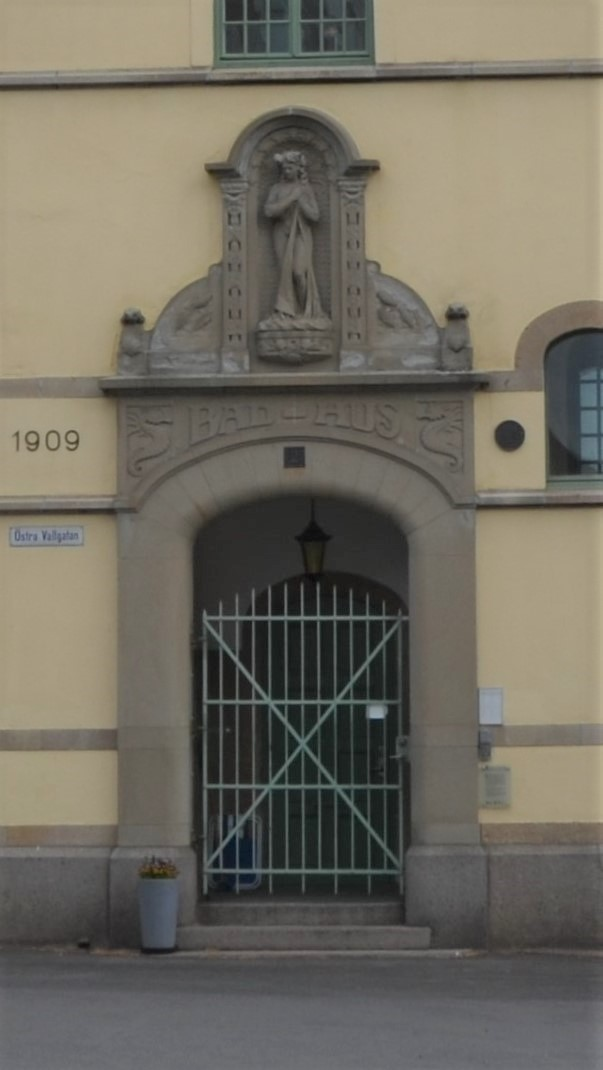
Porten till Gamla varmbadhuset i Kalmar, 1909

Josef Anton Schmid känd som J.A. Schmid, född 22 november 1873 i Baden, Tyskland, död 6 augusti 1933 i Kalmar, var en tysk-svensk bildhuggare.
Han var gift med Gundhild Schmid och far till Birger Karl Josef Schmid. Efter utbildning i Stuttgart kom Schmid i början av 1900-talet till Kalmar där han etablerade sig som bildhuggare. På kort tid lyckades han få ett flertal större uppdrag för offentliga och enskilda byggnadsverk bland annat av drottning Viktoria för hennes Solliden på Öland. Han medverkade i en samlingsutställning i Kalmar med flera skulpturer 1927 och på Hantverks och industriutställningen i Jönköping 1928 och Sveriges allmänna konstförenings utställning på Liljevalchs konsthall 1933. 
Bland hans offentliga arbeten märks skulpturen över ingången till Länsstyrelsen i Kalmar. Schmid är representerad vid bland annat Kalmar konstmuseum.